# دوروثي والترز
دوروثي والترز (بالإنجليزية: Dorothy Walters)‏ هي ممثلة أمريكية، ولدت في 1877 في نيويورك في الولايات المتحدة، وتوفيت في 17 أبريل 1934.

## وصلات خارجية
- دوروثي والترز على موقع IMDb (الإنجليزية)
- دوروثي والترز على موقع قاعدة بيانات برودواي على الإنترنت (الإنجليزية)
- دوروثي والترز على موقع قاعدة بيانات الفيلم (الإنجليزية)